# Верховный Конституционный суд Сирии
Верховный Конституционный суд Сирийской Арабской Республики (араб. المحكمة الدستورية العليا للجمهورية العربية السورية‎) — высший судебный орган конституционного контроля в Сирии, осуществляющий независимую судебную власть. Конституционный суд начал существовать в баасистской Сирии и был соответственно упразднён с её падением. Конституционной декларацией от 13 марта 2025 года закреплено формирование нового конституционного суда в переходный период.

## История
13 марта 1973 года была принята новая Конституция Сирии, благодаря которой был создан первый Верховный Конституционный суд в стране, который состоял из пяти членов, назначаемых президентом на четыре года.
В декабре 2024 года баасистский режим пал и на его смену пришло Переходное правительство Сирии. Президент Сирии, возглавляющий второй состав переходного правительства, 13 марта 2025 года подписал Конституционную декларацию, по которой старый Верховный Конституционный суд упразднялся и формировался новый, заложив основы для него.

## Состав
Верховный Конституционный суд состоит из семи членов, назначаемых президентом Сирии, каждый из которых должен обладать честностью, компетентностью и опытом.